# محمد مهدي الكيشوان
السيّد محمد مهدي بن صالح الكيشوان الكاظمي (1855 - 6 يناير 1940) فقيه مسلم ومؤلف عراقي. ولد في الكاظمية ونشأ بها وقرأ المقدّمات فيها. انتقل إلى سامراء وحضر بها على المجدد الشيرازي وإبراهيم المحلاتي وإسماعيل الترشيزي. ثم هاجر إلى الكويت فأقام فيها ثلاثين سنة وأصبح من العلماء الجعفرية فيها. ثم انتقل إلى البصرة وتوفي فيها ودفن في النجف بالعتبة العلوية. له عديد مؤلفات في الرد على الماديين ونقد الوهابية والدولة السعودية منهم حلية النجيب في الرد على الماديين ودولة الشجرة الملعونة وشؤون الشيعة والوهابية ومنهاج الشريعة في الرد على ابن تيمية. له أيضًا ذكرى الجمهور بالفوز يوم النشور و غرر الجمان المنتقى في شرح العروة الوثقى. ونظم الشعر وقال القصائد والمقطعات غير أنه لم يجمع ما قال. 

## سيرته
ولد السيّد محمّد مهدي بن صالح بن مهدي بن أحمد الموسوي الكيشوان البصري الكاظمي في الكاظمية سنة 1272 هـ/ 1855م ونشأ بها. قرأ المقدّمات الأدبية والشرعية، ثمّ انتقل إلى سامراء وحضر بها الأبحاث العالية على المجدد الشيرازي وإبراهيم المحلاتي وإسماعيل الترشيزي. نزل الكويت مدّة ثلاثين سنة فكان فيها من العلماء والمدافعين عن شيعة اثنا عشرية، ثمّ طلبه الوجوه من أهل البصرة للنزول عندهم، فانتقل إليها وأقام الجمعة والجماعة «والتف حوله أهلها فكان عند حسن ظنهم».

من أساتذه محمد حسن الشيرازي وحسين النوري الطبرسي ومحمد طه نجف ومحمد تقي الشيرازي ومحمد كاظم الخراساني وشيخ الشريعة الأصفهاني.
توفي في البصرة 26 ذي القعدة 1358 هـ / 6 يناير 1940 م ونقل إلى النجف ودفن بالصحن الشريف بحجرة رقم 2.

## مؤلفاته
- بوار الغالين في الرّد على الشيخية
- حلية النجيب في الرد على الماديين
- دولة الشجرة الملعونة
- ذكرى الجمهور بالفوز يوم النشور
- شؤون الشيعة والوهابية
- غرر الجمان المنتقى في شرح العروة الوثقى
- منهاج الشريعة في الرد على ابن تيمية

وغيرها ممّا هو مطبوع ومخطوط.